# Deutsches Filmhaus

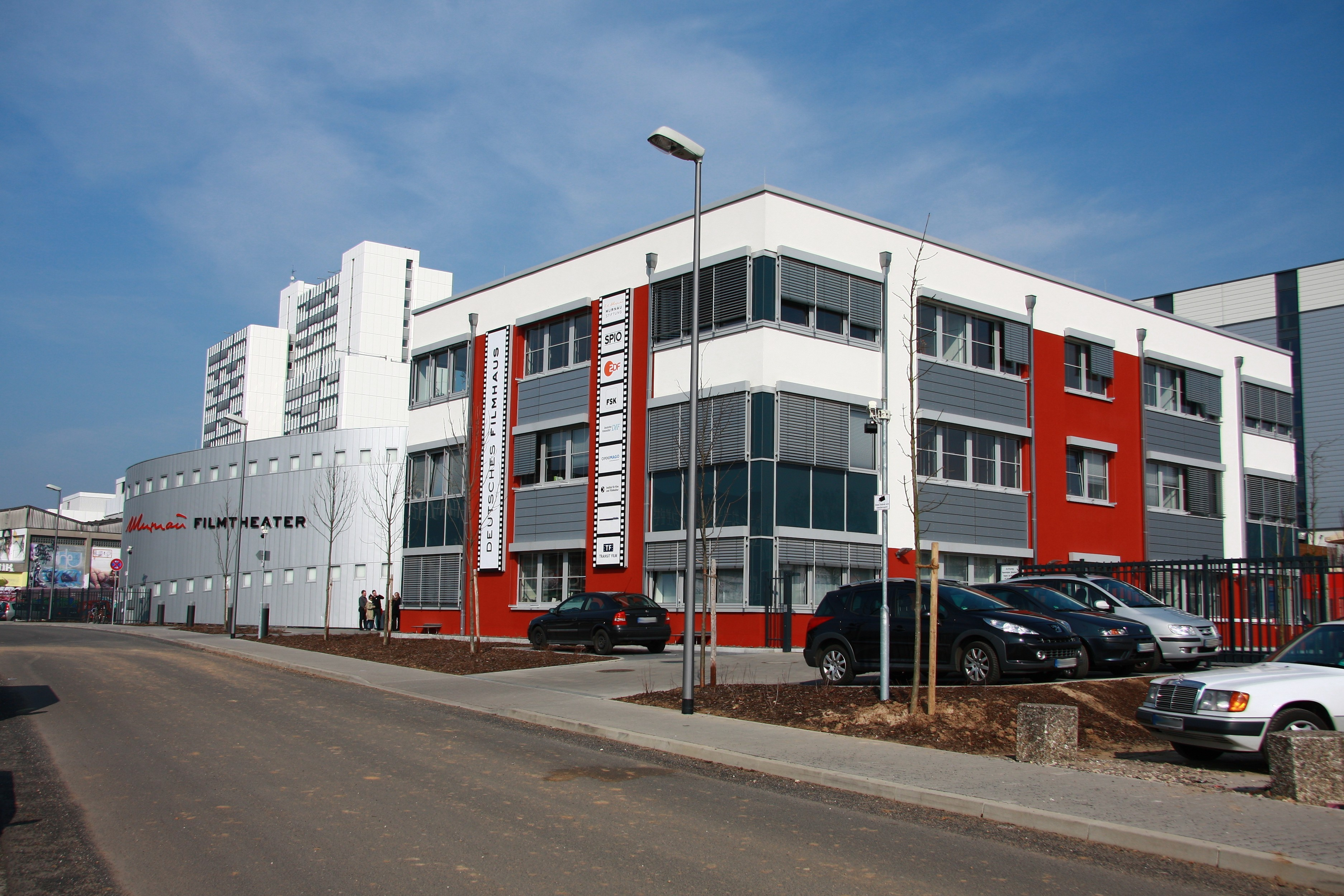
Deutsches Filmhaus in Wiesbaden

Das Deutsche Filmhaus in Wiesbaden wird von der Friedrich-Wilhelm-Murnau-Stiftung betrieben. Seit seiner Eröffnung im Jahr 2009 sind dort die Freiwillige Selbstkontrolle der Filmwirtschaft, die Spitzenorganisation der Filmwirtschaft und das Landesstudio Hessen des ZDF ansässig. Das Deutsche Filminstitut betreibt hier ein digitales Archiv.
Das Murnau-Filmtheater bietet einen regelmäßigen Kinobetrieb im Haus. Der Multi-Funktionsbereich wird unter anderem für Ausstellungen genutzt.